# Fusil Springfield Model 1861
Le fusil militaire nord-américain Springfield Model 1861, dérivé (comme plusieurs fusils militaires européens contemporains) du fusil Minié français de 1850 et tirant le même type de balle cylindro-conique qu'eux, correspond au type d’arme appelée aux États-Unis  rifled musket : arme d'épaule à un coup, se chargeant par la bouche, à canon rayé, et à mise à feu par percussion.
Reconnu pour sa solidité, sa fiabilité et sa précision à longue portée, le fusil militaire Springfield a été l'arme la plus utilisée par le Nord pendant la Guerre de Sécession et a été produit en masse : environ 1 000 000 d'exemplaires.

## Technique

### Description du fusil Springfield M. 1861

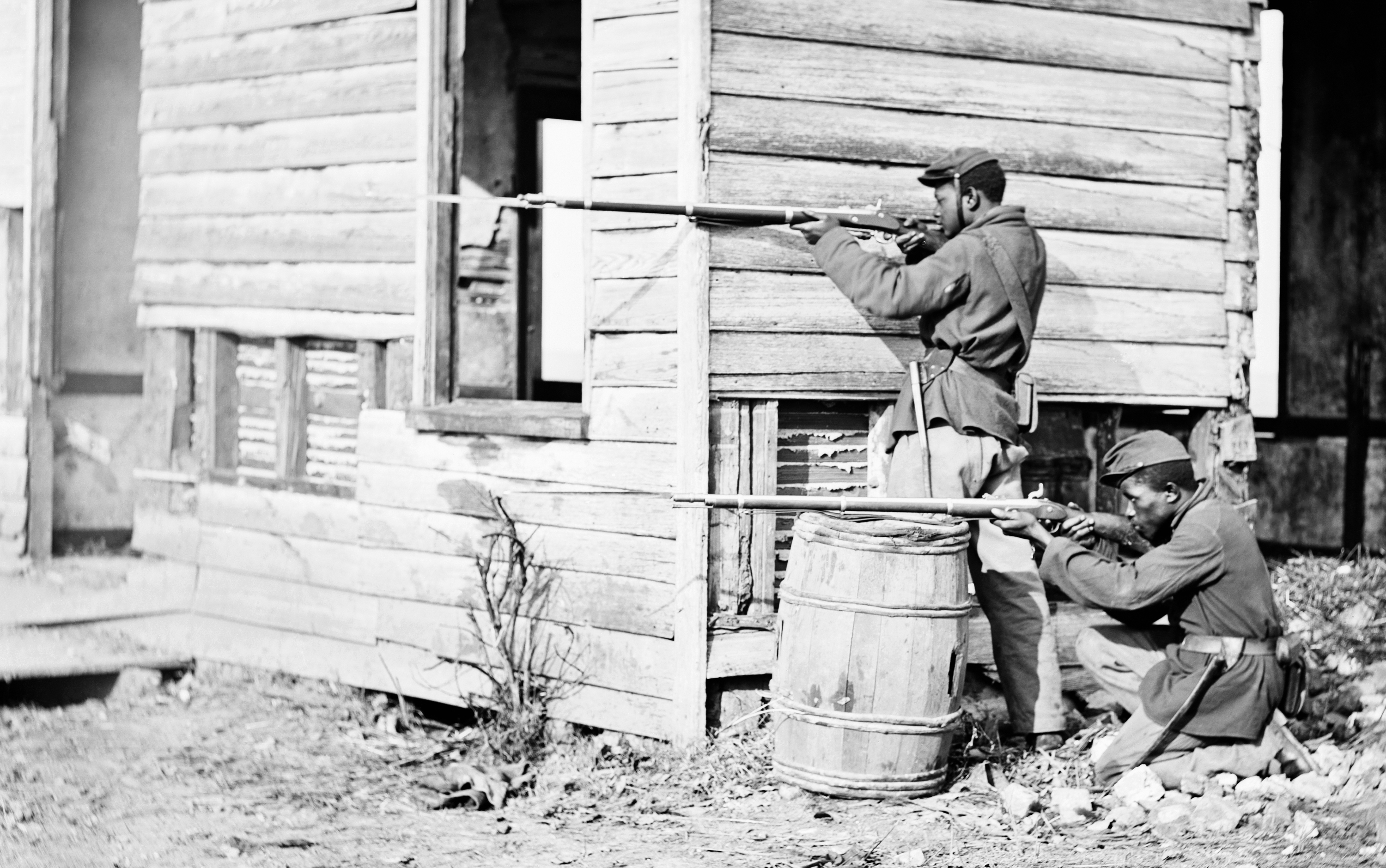
Novembre 1864 : Ces 2 soldats de l'USCT récemment enrôlés ont été dotés chacun, non pas d'un Springfield, mais du fusil Enfield Pattern 1853 de fabrication anglaise, moins prisé dans l’US Army que le Springfield. Ils posent pour le photographe à Dutch Gap, sur la James River (Virginie)); les baïonnettes sont fixées, mais les chiens des fusils ne sont pas armés...

Le canon, rayé, de calibre .58 (15 mm), a 40 inches (100 cm) de long. La longueur du fusil est de 56 inches (140 cm) et son poids de 9 pounds (4,1 kg).
Entre les mains du « soldat tout-venant » (quelque peu entraîné au tir et doté d'une vue normale), le Sprinfield Model 1861 est efficace sur une cible de la taille d'un homme debout jusqu'à 400 yards (370 m). Mais entre les mains d'un tireur d'élite, l’association de son canon rayé (long et bien usiné) et de la balle Minié rend le Springfield dangereux jusqu'à 900 ou 1 000 yards (820 ou 910 m).
La baïonnette est du type à douille, la lame a une section triangulaire.
Le chargement de 60 grains (3,9 g) de poudre noire puis de la balle (contenus dans une cartouche de papier que le tireur déchire le plus souvent avec les dents) s'opèrent par la gueule du canon. La balle Minié, en plomb, lubrifiée et de diamètre légèrement inférieur au calibre .58 de l’âme du canon, glisse plus facilement (dans un canon propre) que la balle sphérique de calibre .69 des fusils nord-américains plus anciens. Un coup de la baguette (qui est dotée d’une base creuse, afin de ne pas écraser la pointe ogivo-conique du projectile de plomb) permet de s’assurer que la balle est bien au fond du canon et assure la cohésion de la charge.
Le tireur pose ensuite une capsule de cuivre contenant un mélange détonant de fulminate de mercure sur la cheminée et tire le chien en arrière : l'arme est alors chargée et armée, prête au tir.
Lorsque le tireur appuie sur la queue de détente, le chien se rabat sur la capsule, l'étincelle atteint la poudre noire qui détone. Les gaz propulsent la balle dans le canon, la base creuse de la balle s'élargit, et les jupes de plomb épousent les rayures du canon : aucun gaz ne fuit entre les parois du canon et la balle, le rendement est maximum.

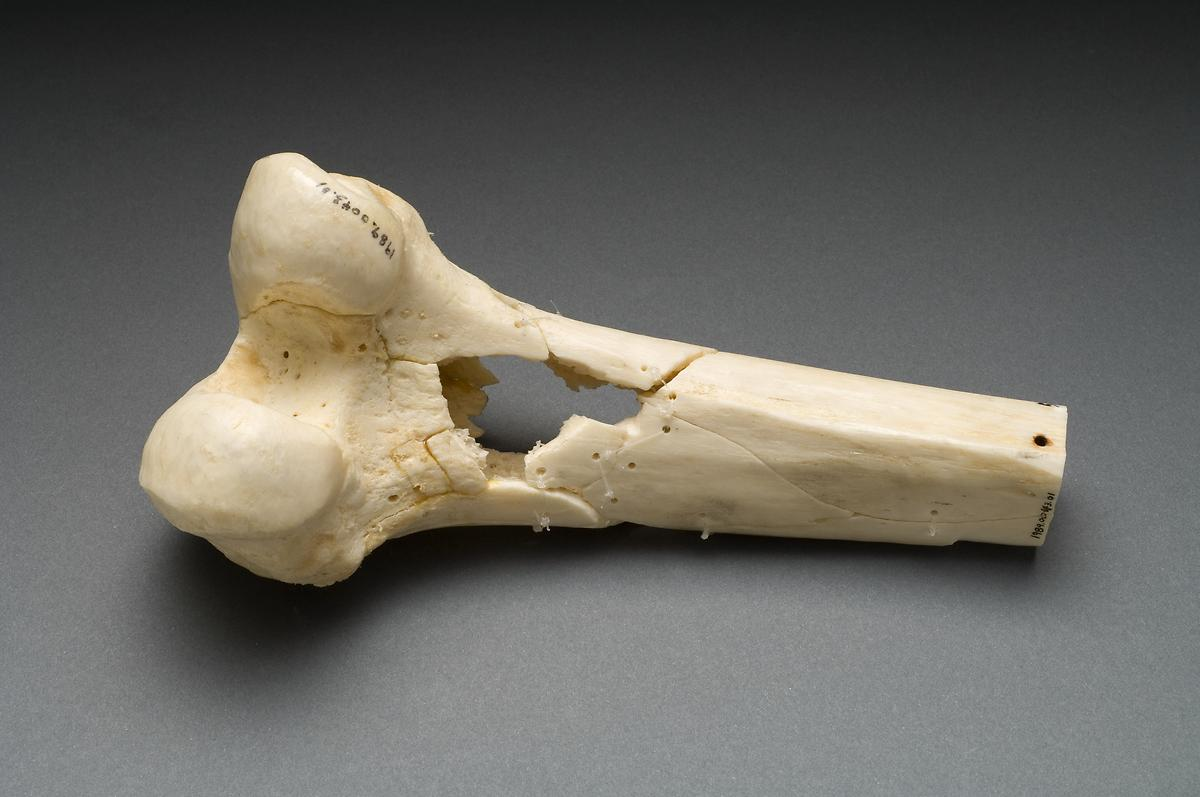
L'extrémité inférieure de ce fémur a été touchée (au-dessus du genou) par une balle Minié de calibre .58 (15 mm) tirée (selon la légende de la photo) par un Springfield. Vu les dégâts, le blessé a dû être amputé à mi-cuisse sans délai ; mais a-t-il échappé à la gangrène ?...(pièce de l'Institut de pathologie du NIH de Bethesda (Maryland)

De plus les rayures en pas de vis du canon impriment au projectile une rotation qui, associée à sa forme en obus, lui donne une trajectoire tendue et précise : le fusil militaire Springfield M. 1855 ou 1861 n'est plus seulement un manche de baïonnette mais une arme précise et létale à grande distance. La balle Minié sera responsable des 3/4 des blessures graves infligées pendant la guerre de Sécession.
La cadence de tir du rifled musket reste cependant un gros problème : la complexité et la longueur de l'opération de chargement du fusil par la bouche restreignent la cadence de tir à 2 coups par minute (voire 3 coups par minute entre des mains entraînées).
De plus, après 1 ou 2 coups de fusil tirés posément contre un régiment qui avance en rangs serrés (tactique d'attaque encore la plus répandue à la fin du XIXe siècle), le soldat armé d'un rifled musket ne peut plus que charger frénétiquement et décharger en urgence ses 3 coups par minute, sans prendre le temps de viser correctement. C'est pourquoi, lorsque l'ennemi est parvenu à faible distance, la majorité des soldats oublie de corriger le tir en visant très bas, d'autant que la mire arrière est graduée pour 300 et 500 yards et que le gros projectile du Springfield a une trajectoire « en arc-en-ciel ». Les balles tirées de tout près passent alors souvent au-dessus de la tête des ennemis, surtout dans le cas d'un tir de salve.
Après deux ans de guerre, la nécessité d'armes d'épaule à répétition est devenue évidente, et le fusil Spencer qui apparait alors est réclamé par les soldats eux-mêmes.

## Évolution

### Prédécesseur direct
Le prédécesseur direct du Model 1861 était le Springfield Model 1855. Il est identique au Model 1861, mais comporte un dispositif qui sera supprimé sur le Model 1861 : un amorceur automatique, qui s'est avéré inefficace sur le terrain, car sensible en particulier à l'humidité.
Alors qu'il n'a pas été livré de modèle court (carbine) du Springfield 1861, le Model 1855 court a existé : il n'avait que deux grenadières (bands), et son canon mesurait 33 inches pour une longueur totale de 49 inches. Le fusil Enfield des Confédérés existait aussi en version courte musketoon.

### Les successeurs du Model 1861
ce sont d’une part un rifled musket à percussion, le Springfield Model 1863 (qui ne comportait que quelques minimes innovations apportées par la firme Colt, un des sous-traitants du Model 1861))  -  et d’autre part un fusil militaire à chargement par la culasse : E. S. Allin a converti le Springfields Model 1861 ou 1863 en fusil à chargement par la culasse d’une cartouche métallique : le Springfield Modèle 1865 à percussion annulaire qui pouvait (ainsi que les modèles dérivés suivants, les Springfield Trapdoors à percussion centrale) tirer 8 à 10 coups par minute.

## Histoire
Durant l'été 1861, au début de la guerre de Sécession (et en particulier lors de la première bataille de Bull Run), même le Springfield Model 1855 était rare dans l'US Army, et la troupe était le plus souvent dotée du Springfield model 1842 à percussion, voire d'un fusil encore plus ancien, le Model 1816 (copie du 1777 Charleville ) dont la batterie à silex avait été convertie en système à percussion.
Ces 2 fusils, avec leur canon lisse, de calibre .69, et leur projectile sphérique (efficace jusqu'à 100 yards au maximum) étaient bien inférieurs en performances au fusil Enfield Pattern 1853 des Confédérés. Par ailleurs les Sudistes, qui ont capturé le matériel de l'arsenal d'Harpers Ferry, produiront des variations du Springfield dans leurs arsenaux de Fayetteville (Caroline du Nord) et Richmond (Virginie).
Par la suite, de plus en plus de régiments (et d’abord sur le théâtre d’opérations de l’Est) furent dotés du Model 1861: la Springfield Armory de Springfield (Massachusetts) mit en route de nouvelles méthodes de production industrielle de masse (pièces interchangeables, etc.), et fit même appel à la sous-traitance : une vingtaine d’armureries artisanales travaillèrent avec le cahier des charges de la Springfield Armory.
Cet effort sans précédent aboutit à la production de plus de 1 million d’exemplaires du Springfield, ce qui n’empêcha pas l’Union d’acheter en outre à l’étranger des fusils, comme le fusil Lorenz autrichien.
Le Springfield Model 1861 a été novateur sur deux plans : en tant que produit périssable (malgré sa solidité) il a été livré par l’industrie en quantités énormes et a été un enjeu économique pour les entreprises capitalistes (il coûtait 20 $ pièce) – et en tant qu’arme létale à grande distance il a modifié (ou aurait dû modifier) les stratégies de combat et a été l’un des éléments qui ont fait de la guerre de Sécession la 1re guerre moderne.
Les généraux (faute d’avoir intégré les nouvelles stratégies, et faute de fantassins bien entraînés au tir) n’utilisèrent pas à fond les qualités de précision à longue portée du Springfield : ils continuèrent à privilégier le feu massif délivré à faible distance, suivi d’un assaut et d’un corps à corps final.
En ce qui concerne tout au moins l’infanterie, le Springfield ne fut pas détrôné pendant la guerre de Sécession par les nouvelles armes à répétition comme le fusil Henry et la carabine Spencer. Sa solidité (et l'esprit d'économie des stratèges) pousseront même à le faire transformer en différents modèles d'armes à chargement par la culasse, mais à un coup.

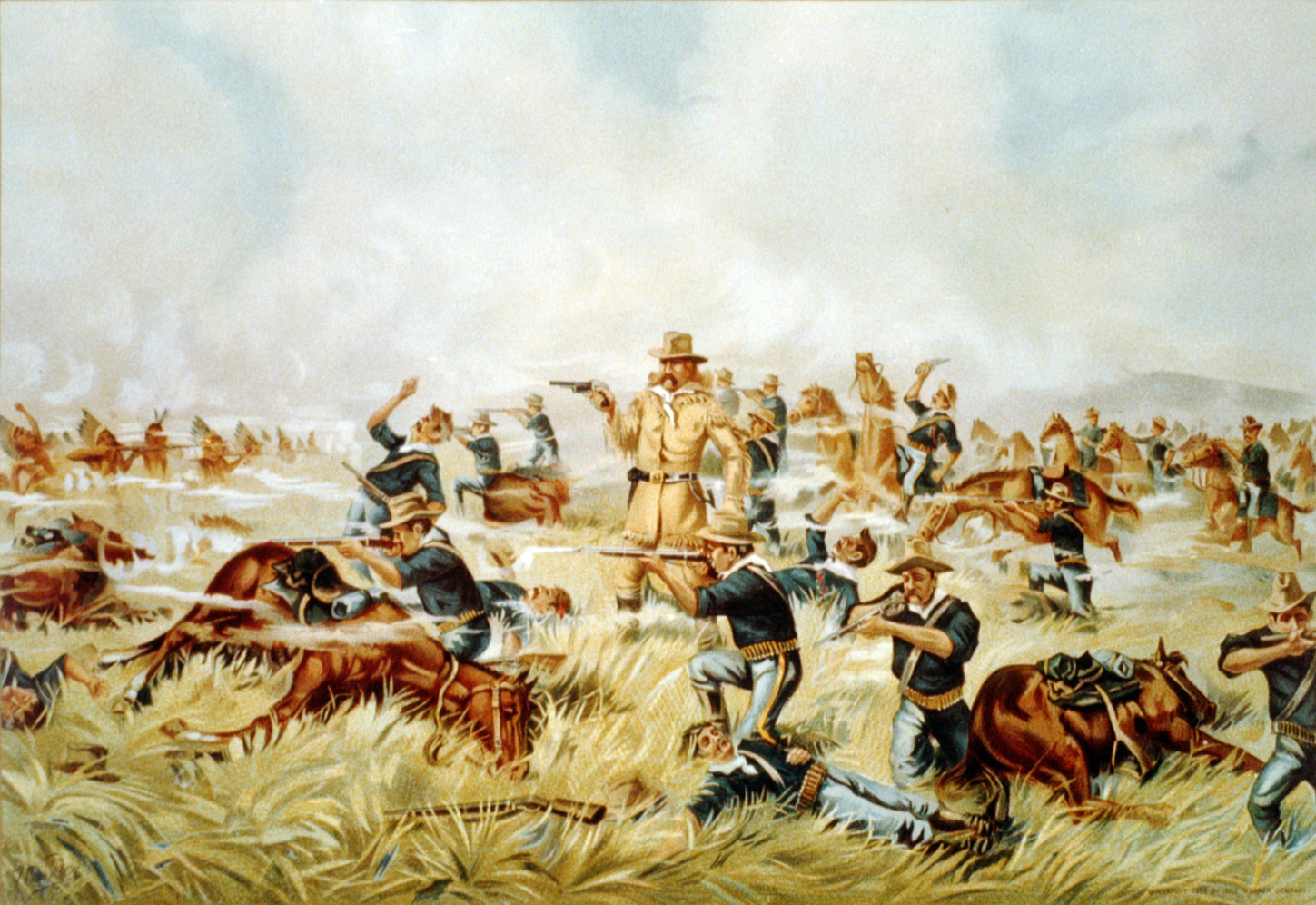
Le 25 juin 1876, lors de la bataille de Little Big Horn, la carabine de cavalerie Springfield Model 1873, une descendante du Springfield Model 1861, démontra une fois de plus l'infériorité des armes à un coup contre un assaut de masse. Apparemment la leçon ne fut pas retenue par les états-majors : la descendance du Springfield 1861 à un coup subsista jusqu'au début du XXe siècle.

Fin décembre 1866, sur le territoire de l'actuel Dakota du Sud, pendant la guerre de Red Cloud (un épisode des guerres indiennes), la plupart des troupiers bleus de William J. Fetterman est encore armée de Springfields à percussion quand leurs chefs cèdent aux provocations des indiens et ordonnent qu'on se lance à leur poursuite. Les indiens en nombre bien supérieur leur tendent une embuscade, et ils se jettent sur eux dès que les blancs ont tiré leur volée. Le retentissement qu'eut dans le public le « massacre Fetterman » poussera l'US Army à doter ses soldats du Springfield Model 1866, une transformation du Model 1861.
Les variations sur le thème du Springfield Model 1861 auront pour dernier aboutissement le Model 1888.

## De nos jours

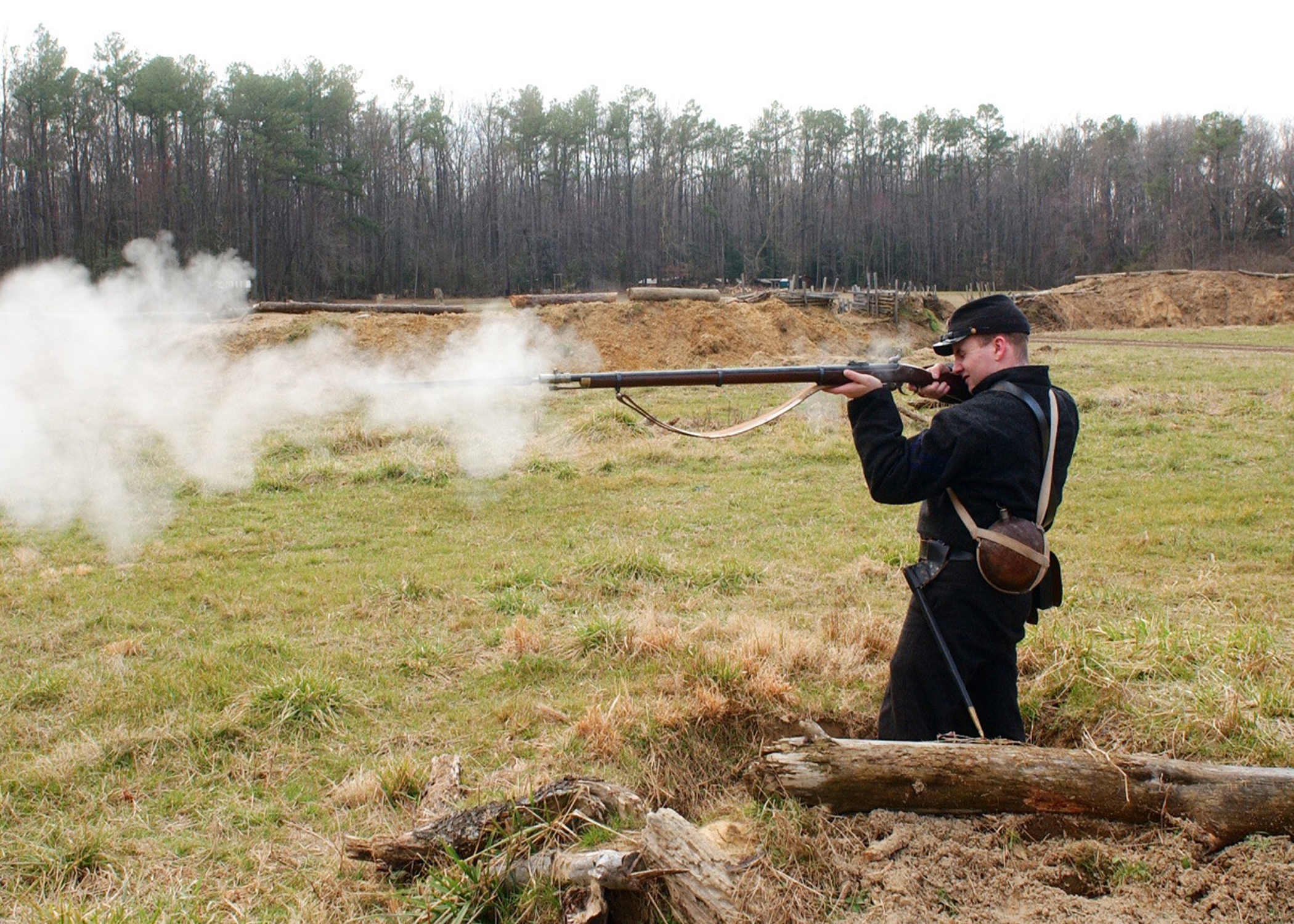
Ce n'est pas avec un Springfield 1861 que ce jeune reenactor contemporain habillé en « soldat bleu » tire, mais avec l'arme type des Confédérés, le fusil Enfield Pattern 1853, d'ailleurs très peu différent, et de même calibre. L'Union avait acheté 200000 Enfield à la Grande-Bretagne. Noter l'abondante fumée sortant du canon, ainsi que celle émise vers le visage du tireur par la cheminée de la capsule (capsule à base de fulminate de mercure).

Le Springfield Model 1861 est très recherché comme relique par les collectionneurs et les reenactors – et comme arme de tir par les tireurs à poudre noire : il est précis, solide, fiable.
Comme il est cher, des firmes (Parker-Hale, Pedersoli, Armi Sport, Euro Arms) en produisent des copies.

## Culture populaire
- Dans son livre de souvenirs Little House on the Prairie (La Petite Maison dans la prairie), la jeune Laura Ingalls décrit comment son père, dans les années suivant la guerre de Sécession, charge son fusil à poudre noire, et le nettoie longuement au retour de la chasse.
- Le film Cold Mountain (Retour à Cold Mountain, 2003) d’Anthony Minghella  montre largement le Springfield. Illustration de l’utilisation du fusil comme arme d'hast : pendant les corps-à-corps acharnés de la bataille du Cratère, un jeune sudiste est blessé d’un coup de baïonnette dans le ventre.
- Dans le film Springfield Rifle (La Mission du commandant Lex, 1952) d'André De Toth dont le slogan est « The gun that made one man the equal of five! » (« Le fusil qui fait d'1 homme l'égal de 5 ! ») le personnage joué par Gary Cooper utilise en fait une carabine de cavalerie Spencer à répétition (nettement visible sur les affiches reproduites par IMDB[12]) et non pas un Springfield.
- Dans la série TV South Park, lors de l’épisode It's a Jersey Thing, des citadins s’arment avec des Springfields à poudre noire et des Winchester 1894 contre les envahisseurs venus du New Jersey.
- Le fusil Springfield est une arme déblocable dans le jeu vidéo Red Dead Redemption 2[13].